# I edició dels Premis MiM
La 1a cerimònia de lliurament dels Premis MiM Series, coneguts com a Premis MiM 2013, va tenir lloc a la sala Bergala de Cineteca Matadero Madrid el 30 de novembre de 2013.

## Preparació
Amb motiu de la celebració de la majoria d'edat del certamen, Madridimagen juntament amb DAMA van crear uns guardons especials que obria noves fronteres cap a la ficció televisiva del nostre país. No es va celebrar en concret una gala especialment si no que al llarg de la setmana del festival es van lliurar aquest guardons en honor de la carreres televises i a les noves ficcions espanyoles. Així com també van retre homenatge al cinema. Per a això va haver-hi una sèrie de categories "especials":

### Categories i guanyadors
- Premi d'honor Madridimagen 2013 per a: Emilio Martínez-Lázaro.[5]
- Premi Madridimagen a la contribució artística en la ficció televisiva per a: José Coronado.[6]
- Premio “DAMA” Òpera Prima Iberoamericana per: El Árbol Magnético d'Isabel Ayguavives.
- Premi Millor Llargmetratge autoproduït per: "Gente en sitios" de Juan Cavestany.
- Premio “DAMA” Millor Ficció TV per a: Isabel de Javier Olivares.[nota 1]
- Premi Especial del Jurat per: Ilusión de Daniel Castro.
- Millor Curtmetratge per: “Inocente” d'Álvaro Pastor.
- Menció Especial del Jurat per: "La media vuelta” de Fernando Franco.
- Millor Escola Audiovisual per: Universitat del País Basc amb "The Baskles" d'Adrián Agrelo.